# Vittorio Magni
Vittorio Magni (Massarella di Fucecchio, 8 dicembre 1918 – Milano, 4 aprile 2010) è stato un ciclista su strada italiano, professionista dal 1947 al 1951.
Aveva un fratello maggiore, Secondo Magni, anch'egli ciclista.

## Carriera
Ottimo dilettante toscano, inizia la sua carriera nel 1938 a Poggio a Caiano, subito secondo. Nel 1939 è cartolina rosa, destinazione Russia con l'ARMIR. Torna in Italia nel 1942 e riprende a gareggiare negli ultimi mesi del 1944: le competizioni sono miste, professionisti, indipendenti e dilettanti insieme. Nel 1946 vince cinque corse, tra cui il Gran Premio Industria del Cuoio e delle Pelli davanti ad Ezio Cecchi e al futuro commissario tecnico Alfredo Martini.
Nel 1947 passa professionista con la Welter-Ursus, tra le cui file gareggiano lo stesso Martini e Luigi Malabrocca; in quella stagione porta a termine il Giro d'Italia e la Milano-Sanremo. Nel 1948 è alla Legnano-Pirelli, la squadra di Gino Bartali. Dopo aver partecipato ancora al Giro d'Italia, viene selezionato nella Nazionale cadetti per il Tour de France, vinto da Bartali: conclude la corsa francese al 38º posto.
Dal 1949 al 1951 è invece sotto contratto con la Bottecchia; nel 1949 corre per la terza e ultima volta il Giro d'Italia. Due anni dopo conclude la carriera professionistica.

## Palmarès
- 1946 (dilettanti)

Gran Premio Industria del Cuoio e delle Pelli

## Piazzamenti

### Grandi Giri
- Giro d'Italia

1947: 16º
1948: 17º
1949: 35º
- Tour de France

1948: 38º

### Classiche monumento
- Milano-Sanremo

1947: 24º